# Montois-la-Montagne
Montois-la-Montagne és un municipi francès, situat al departament del Mosel·la i a la regió del Gran Est. L'any 2007 tenia 2.392 habitants.

## Demografia

### Població
El 2007 la població de fet de Montois-la-Montagne era de 2.392 persones. Hi havia 948 famílies, de les quals 224 eren unipersonals (92 homes vivint sols i 132 dones vivint soles), 308 parelles sense fills, 356 parelles amb fills i 60 famílies monoparentals amb fills.
La població ha evolucionat segons el següent gràfic:
Habitants censats

### Habitatges
El 2007 hi havia 1.040 habitatges, 968 eren l'habitatge principal de la família, 2 eren segones residències i 70 estaven desocupats. 802 eren cases i 237 eren apartaments. Dels 968 habitatges principals, 730 estaven ocupats pels seus propietaris, 216 estaven llogats i ocupats pels llogaters i 22 estaven cedits a títol gratuït; 2 tenien una cambra, 48 en tenien dues, 121 en tenien tres, 282 en tenien quatre i 515 en tenien cinc o més. 772 habitatges disposaven pel capbaix d'una plaça de pàrquing. A 375 habitatges hi havia un automòbil i a 478 n'hi havia dos o més.

### Piràmide de població
La piràmide de població per edats i sexe el 2009 era:
| Homes | Edats   | Dones |
| ----- | ------- | ----- |
| 0     | 95 o +  | 12    |
| 8     | 90 a 94 | 4     |
| 4     | 85 a 89 | 12    |
| 16    | 80 a 84 | 36    |
| 44    | 75 a 79 | 40    |
| 40    | 70 a 74 | 84    |
| 72    | 65 a 69 | 72    |
| 32    | 60 a 64 | 48    |
| 64    | 55 a 59 | 48    |
| 108   | 50 a 54 | 116   |
| 144   | 45 a 49 | 100   |
| 116   | 40 a 44 | 140   |
| 76    | 35 a 39 | 92    |
| 56    | 30 a 34 | 60    |
| 84    | 25 a 29 | 36    |
| 92    | 20 a 24 | 56    |
| 176   | 15 a 19 | 104   |
| 104   | 10 a 14 | 108   |
| 76    | 5 a 9   | 56    |
| 36    | 0 a 4   | 36    |

## Economia
El 2007 la població en edat de treballar era de 1.661 persones, 1.193 eren actives i 468 eren inactives. De les 1.193 persones actives 1.080 estaven ocupades (581 homes i 499 dones) i 113 estaven aturades (66 homes i 47 dones). De les 468 persones inactives 146 estaven jubilades, 151 estaven estudiant i 171 estaven classificades com a «altres inactius».

### Ingressos
El 2009 a Montois-la-Montagne hi havia 963 unitats fiscals que integraven 2.380,5 persones, la mediana anual d'ingressos fiscals per persona era de 17.851 €.

### Activitats econòmiques
Dels 62 establiments que hi havia el 2007, 4 eren d'empreses extractives, 2 d'empreses alimentàries, 1 d'una empresa de fabricació de material elèctric, 3 d'empreses de fabricació d'altres productes industrials, 17 d'empreses de construcció, 9 d'empreses de comerç i reparació d'automòbils, 2 d'empreses de transport, 2 d'empreses d'hostatgeria i restauració, 2 d'empreses financeres, 4 d'empreses immobiliàries, 4 d'empreses de serveis, 7 d'entitats de l'administració pública i 5 d'empreses classificades com a «altres activitats de serveis».
Dels 22 establiments de servei als particulars que hi havia el 2009, 1 era una oficina de correu, 1 funerària, 1 taller de reparació d'automòbils i de material agrícola, 2 guixaires pintors, 1 fusteria, 7 lampisteries, 3 electricistes, 3 perruqueries, 1 restaurant, 1 agència immobiliària i 1 tintoreria.
Dels 4 establiments comercials que hi havia el 2009, 2 eren fleques, 1 una peixateria i 1 una llibreria.

## Equipaments sanitaris i escolars
El 2009 hi havia 1 centre de salut, 1 farmàcia i 1 ambulància.
El 2009 hi havia 1 escola maternal i 1 escola elemental.

## Poblacions més properes
El següent diagrama mostra les poblacions més properes.